# Czerwen breg
Czerwen breg (bułg. Червен брег) – wieś w Bułgarii, w obwodzie Kiustendił, w gminie Dupnica. Według danych szacunkowych Ujednoliconego Systemu Ewidencji Ludności oraz Usług Administracyjnych dla Ludności, 15 września 2022 roku miejscowość liczyła 1044 mieszkańców.